# ابیرامان
ابیرامان (به لاتین: Abiramam) در هند با جمعیت ۶٬۶۳۶ نفر است که در تامیل نادو واقع شده‌است.